# Hellblazer
A Hellblazer (magyar megjelenésben Constantine) egy napjainkban is futó amerikai horror képregénysorozat, melyet eredetileg a DC Comics, majd 1993 márciusától a Vertigo adott ki. A sorozat központi szereplője John Constantine, aki már Alan Moore Swamp Thing-jében is népszerűségre tett szert. A sorozat 1988. január óta folyamatosan fut, ez a Vertigo leghosszabb időn át megjelenő képregénye, az egyetlen, mely a Vertigo-jelzés megjelenése óta fut.

## A kiadvány története

### Eredet
Miután John Constantine-t kedvező reakciók köszöntötték a Swamp Thing című képregényben való megjelenése után, a szereplő saját sorozatot kapott 1988-ban. A sorozat címe a tervek szerint Hellraiser lett volna, azonban addigra azt már „elhasználták” a Clive Barker Pokolkeltő (The Hellbound Heart) című regénye alapján készült Hellraiser című filmhez.
Az első alkotók között volt Jamie Delano író és John Ridgway rajzoló, és Dave McKean festett borítóival jelent meg a képregény. Delano egyfajta politikai nézőpontot is adott a főszereplőnek, melyről azt nyilatkozta: „...általában szerettem az 1980-as évek Britanniájáról írni. Ott éltem, szar volt, és ezt el akartam mondani mindenkinek.”
A képregény eredetileg a DC Comics rendszeres kiadványaként jelent meg, majd 1993 márciusától a Vertigo elkülönülésekor Vertigo-cím lett. Ez az egyetlen olyan képregény, mely a Vertigo-jelzés megjelenése óta mindmáig fut. 2011 októberében jelentették be, hogy a Hellblazer is csatlakozik azon DC-címekhez, melyeket digitálisan is terjeszteni fognak a fizikai megjelenésével azonos napon, mely 2012. januárban indul.
2011-ben jelentették be, hogy egy fiatalabb John Constantine szerepelni fog a 2011-ben újrainduló Justice League Dark képregényben. Csapatában olyan tagok mellett fog szerepelni, mint Shade, The Changing Man, Deadman és Madame Xanadu.

### Alkotók
1988 óta számos ismert írónak volt jelentős közreműködése a sorozatban, köztük Garth Ennis és Mike Carey is, akik a két leghosszabb időn át írták a Hellblazer történeteit. További, hosszabb-rövidebb időn át közreműködő írók voltak Paul Jenkins, Warren Ellis, Brian Azzarello, Neil Gaiman, Grant Morrison, Denise Mina és napjainkban Peter Milligan.
Rajzolók tekintetében is hosszú a lista, John Ridgway, az eredeti sorozat rajzoló után dolgozott a sorozattal Simon Bisley, Mark Buckingham, Richard Corben, Steve Dillon, Marcelo Frusin, Jock, David Lloyd, Leonardo Manco és Sean Phillips. A borítók alkotói közül a legnevezetesebbek Dave McKean, aki az első sorozat borítórajzolója, Tim Bradstreet, aki a egtöbb borítót rajzolta a sorozathoz, valamint Glenn Fabry, Kent Williams, David Lloyd és Sean Phillips.

## Fogadtatás
A több mint húsz év során, mióta a Hellblazer megjelenik, meglehetősen jó reakciók fogadták. Bár nem érte el a legjövedelmezőbb képregények szintjét, a Vertigo-címek között mindig a legjobbak között volt.

## Magyarországi megjelenés
Magyarországon a Kingpin kiadó jelentette meg a sorozat első négy részét a Vertigo antológia első négy kötetében 2006. november és 2007. október között.

## Filmadaptáció
A legelső filmadaptáció, mely valaki is képernyőre került a Hellblazerből, egy 2002-ben forgatott dokumentumfilm volt, a The Mindscape of Alan Moore. 2005-ben mutatták be a mozik a Keanu Reeves főszereplésével készült Constantine, a démonvadászt, mely az 1987-es Hellraiser című film miatt nem viselhette a képregénnyel azonos címet. A főszereplő mindenesetre ugyanazzal a névvel szerepelt, a cselekmény pedig jellemzően a képregénysorozat 41-46. száma, a „Dangerous Habits” történetére épült.
A DC Comics 2009-ben bejelentette, hogy Lorenzo di Bonaventura producerrel együtt dolgoznak a Constantine folytatásán. 2010 szeptemberében a Warner Bros. felkérte Frank Cappellót a forgatókönyv megírására. A története Cappello saját ötletéből származik, nem valamely korábban megjelent Hellblazer-képregényből merít. Az IMDb adatbázisában 2012-es bemutató dátummal szerepel a film.

## Fordítás
Ez a szócikk részben vagy egészben  a   Hellblazer című angol Wikipédia-szócikk fordításán alapul.  Az eredeti cikk szerkesztőit annak laptörténete sorolja fel. Ez a jelzés csupán a megfogalmazás eredetét és a szerzői jogokat jelzi, nem szolgál a cikkben szereplő információk forrásmegjelöléseként.